# گوریک هاکوبیان
ژنرال گوریک گورگنی هاکوبیان (ارمنی: Գորիկ Գուրգենի Հակոբյան؛ ۱۱ فوریهٔ ۱۹۴۶ - ۳۰ سپتامبر ۲۰۱۷) یک فرد نظامی اهل ارمنستان که از تاریخ ۸ نوامبر ۲۰۰۴ تا تاریخ ۱۱ فوریه ۲۰۱۶ سمت ریاست سرویس امنیت ملی ارمنستان را برعهده داشت.

## زندگی‌نامه
وی در ۱۱ فوریهٔ ۱۹۴۶ در گیومری به دنیا آمد و از دانشگاه پلی‌تکنیک ارمنستان فارغ‌التحصیل گشت. وی همچنین برندهٔ جوایزی همچون مدال مارشال باقرامیان، مدال آندرانیک اوزانیان و نشان صلیب رزمی درجه دو شده‌است. وی پس از یک دوره طولانی بیماری در ۳۰ سپتامبر ۲۰۱۷ در سن ۷۱ سالگی در درگذشت.

## نشان‌ها و مدال‌ها[۷]
- General-Colonel (در تاریخ ۱۷ دسامبر ۲۰۰۹)
- نشان صلیب رزمی (ارمنستان)  درجه دو
- نشان وارطان مامیکونیان مقدس
- نخست‌وزیر جمهوری ارمنستان (۲۰۰۶)
- نشان نخست‌وزیر جمهوری ارمنستان (۲۰۱۳)